# Teratoclytus simplicior
Teratoclytus simplicior là một loài bọ cánh cứng trong họ Cerambycidae.